# 1859 v športu
1859 v športu.

## Avstralski nogomet
- Določena in zapisana pravila
- Ustanovljena Melbourne Football Club in Geelong Football Club

## Bejzbol
- Moštvo iz severnega Ontaria prevzame New Yorška pravila namesto kanadskih.

## Lacrosse
- Kanadski parlament izglasuje lacrosse kot kanadski šport leta

## Konjske dirke
- Organizirana avstralska dirka Queen's Plate

## Tenis
- Odigran prvi teniški dvoboj med županom Harryjem Gemom in njegovim prijateljom Auguriem Perero na travnati podlagi

## Veslanje
- Regata Harvard-Yale - zmagovalec Harvard
- Regata Oxford-Cambridge - zmagovalec Oxford